# Marzuz
Trần My Anh (sinh ngày 4 tháng 2 năm 2000), thường được biết đến với nghệ danh Marzuz (viết cách điệu là marzuz), là một nữ ca sĩ kiêm nhạc sĩ sáng tác bài hát người Việt Nam. Được biết đến với chất giọng đặc biệt và khả năng sáng tác truyền tải câu chuyện cá nhân, cô là một trong những nghệ sĩ thế hệ Gen Z nổi bật và từng được đề cử giải Cống hiến cho Nghệ sĩ mới của năm. Marzuz cũng là nghệ sĩ đầu tiên từng hợp tác tới ba nhà sản xuất nhạc trẻ mà sau này đã thành danh là Onionn, Kewtiie và Itsnk.
Marzuz sinh ra trong một gia đình có truyền thống nghệ thuật và ngay từ nhỏ thì cô đã sớm được tiếp xúc với âm nhạc, cô là con gái của nhạc sĩ Trần Thanh Phương và cựu ca sĩ Ngô Hạnh. Gia đình của Marzuz còn có mối quan hệ thông gia với gia đình ca sĩ Hà Trần. Năm 11 tuổi, Marzuz tham gia chương trình truyền hình Tìm kiếm tài năng – Vietnam's Got Talent mùa 1 và lọt tới vòng bán kết. Sau đó, Marzuz cũng được gia đình tạo cơ hội để biểu diễn ca khúc "Hạt gạo làng ta" trong chương trình Giai điệu tự hào và tham dự buổi biểu diễn của Trần gia nhã nhạc.
Năm 2016, Marzuz bắt đầu sự nghiệp solo khi đăng tải ca khúc do chính cô sáng tác mang tên "Mai" trên SoundCloud và tên tuổi của cô bắt đầu được lan tỏa tới cộng đồng nghe nhạc indie tại Việt Nam. Cùng năm, Marzuz gia nhập hãng đĩa District8. do nhà sản xuất nhạc Onionn sáng lập. Tại đây, cô đã tung ra các ca khúc như "Furnish", "2ndtime", "Fortune" và nổi bật là "Nếu". Tiếp nối thành công, từ 2017 cho tới năm 2018, Marzuz cho ra mắt "Và thế giới đã mất đi một người cô đơn", "3 phút" và "Room 808" và những ca khúc này đã trở nên nổi tiếng. Năm 2019, cô trở thành một trong những khách mời cho chuyến lưu diễn Sky Tour của Sơn Tùng M-TP và có cơ hội biểu diễn cùng nhiều nghệ sĩ gạo cội trong dự án Daikin Concert – Để gió cuốn đi của nhạc sĩ Quốc Trung. Thời gian sau đó, Marzuz bắt đầu tạm ngưng hoạt động âm nhạc. Tuy nhiên, cô vẫn thu âm cho một số sản phẩm hợp tác trong giai đoạn này, như "Dắt em về mặt trăng" hay nổi bật là "Exit Sign" (2023).
Marzuz bất ngờ tung ra album phòng thu đầu tay Ả (2024), cùng với một chuỗi video âm nhạc được ra mắt ngay sau đó. Album là sự kết hợp giữa chất liệu pop và nhạc điện tử, cùng với toàn bộ các ca khúc do cô tự sáng tác. Đa phần những đánh giá mà dự án nhận được sau khi ra mắt đều tích cực, Ả đã đem về cho cô 3 đề cử WeChoice Awards và một đề cử giải Cống hiến đầu tiên trong sự nghiệp vào đầu năm 2025.

## Cuộc đời và sự nghiệp

### 2000–2015: Thời niên thiếu
Trần My Anh sinh ngày 4 tháng 2 năm 2000, tại Hà Nội trong một gia đình có truyền thống nghệ thuật. Cha cô là Trần Thanh Phương, một nhạc công kiêm nhà sản xuất nhạc và mẹ cô là cựu ca sĩ Ngô Hạnh. Ông nội cô là cố nhạc sĩ, đạo diễn sân khấu Trần Tuấn Long và bác cô là cố họa sĩ Trần Tuấn Vinh. Gia đình cha Marzuz có mối quan hệ thông gia với gia đình ca sĩ Hà Trần (chị gái của Thanh Phương cưới Trần Vũ Hoàng–anh trai của Hà), nên Marzuz gọi Hà Trần là cô. Năm 3–4 tuổi, Marzuz đã bắt đầu bộc lộ sở thích với âm nhạc và nghệ danh Marzuz được cô sử dụng để hoạt động nghệ thuật được bắt nguồn từ một giấc mơ ngày bé vào khoảng năm học lớp 3 và 4. Cô cho rằng mình hoạt động dưới tên này "vì không muốn người khác nhắc nhiều đến gia đình". Vào thời gian này, Marzuz cũng theo học trường Tiểu học Lê Văn Tám. Năm 9 tuổi, trong khi cha muốn dạy Marzuz chơi guitar căn bản nhưng cô lại không thích nên đã tự học trên YouTube.
Marzuz, báo điện tử Duyên Dáng Việt Nam, 26 tháng 11 năm 2022.
Khi Marzuz lên 11 tuổi, cô tham gia chương trình truyền hình Tìm kiếm tài năng – Vietnam's Got Talent mùa 1 và lọt tới vòng bán kết. Trong chương trình, cô đã biểu diễn ca khúc "Em về tóc xanh" của người cô Hà Trần và "Rolling in the Deep". Cùng lúc đó, Marzuz cũng bắt đầu tập sáng tác và cho tới năm 12 tuổi thì cô đã có thể sáng tác một ca khúc đầu tay bằng tiếng Anh. Tuy nhiên, vào thời gian này thì cô đã gặp khủng hoảng ở tuổi dậy thì, "[...] Nỗi khủng hoảng đó nó đã ở lại trong mình rất lâu mà không làm cách nào để đuổi nó đi được". Năm 2015, Marzuz biểu diễn cùng Hà Trần ca khúc "Hạt gạo làng ta" trong chương trình Giai điệu tự hào của Đài Truyền hình Việt Nam, màn trình diễn sau đó đã có tỉ lệ bình chọn cao thứ 2 là 77,42% để rồi lọt vào vòng gala. Vào tháng 10 năm 2015, Marzuz tham dự buổi biểu diễn Trần gia nhã nhạc – Chuyện phố bên sông tại Cung Văn hóa Lao động Hữu nghị Việt Xô, tại đây cô biểu diễn song ca ca khúc "Em vẫn như ngày xưa" cùng người chị họ Hoàng Hà Trần.

### 2016–2022: Khởi đầu sự nghiệp và gia nhập District8.
Năm 2016, Marzuz đăng tải ca khúc đầu tiên mang tên "Mai" trên SoundCloud và âm nhạc của cô bắt đầu lan tỏa tới cộng đồng nghe nhạc indie của Việt Nam. Trong năm này, Marzuz có một bước ngoặt trong sự nghiệp khi gia nhập hãng đĩa District8. do nhà sản xuất nhạc Onionn sáng lập và đây cũng là cộng đồng của những nghệ sĩ indie trẻ người Hà Nội gồm Kewtiie, rapper Gill... Từ việc bước chân vào District8. và gặp gỡ cộng đồng các nghệ sĩ indie, Marzuz đã tung ra một vài sáng tác đầu tay nhạc điện tử giúp cô được biết đến rộng rãi hơn: đầu tiên là đĩa đơn "Furnish" hợp tác cùng nhà sản xuất nhạc Itsnk, ca khúc "2ndtime" cùng rapper TSL, EP đầu tay không chính thức Loneliness của nhà sản xuất nhạc Kewtiie, trong đó gồm 3 ca khúc "Fortune", "Away" và "Loneliness"; đĩa đơn "Nếu" cùng nhà sản xuất nhạc Onionn và "Sunday" cùng Itsnk.
Cùng với đó, vào đầu năm này, cô cũng tham dự cuộc thi CNN Idol của trường Trung học phổ thông chuyên Ngoại ngữ. Sau đó, khi ca khúc "Mai" bắt đầu có được sự chú ý, Marzuz đã được ca sĩ kiêm nhạc sĩ sáng tác bài hát Trang mời tới để trình diễn trong buổi biểu diễn Đi trong Hà Nội và nhạc sĩ Dương Thụ còn giới thiệu cô trong sự kiện Gương mặt trẻ #1 của ông tại quán Cà phê thứ 7, Hà Nội cùng ban nhạc Ngọt. Tại đây, cô cũng đã trình diễn một sáng tác mới mang tên "Tan" và được chính Thụ khen ngợi. Cuối năm đó, Marzuz biểu diễn trong sân khấu đường phố của Monsoon Music Festival tại quảng trường Đông Kinh Nghĩa Thục và cùng Onionn tham dự chương trình Bữa trưa vui vẻ của VTV6.
Giai đoạn năm 2017–2018, Marzuz cho ra mắt các ca khúc hợp tác, bao gồm "Đêm", "Và thế giới đã mất đi một người cô đơn", "3 phút" và "Room 808". Trong đó, ca khúc "Và thế giới đã mất đi một người cô đơn" đã giúp cô trở nên nổi tiếng, còn "3 phút" là lời tâm sự của Marzuz khi cô từng có thời gian gặp khủng hoảng do áp lực trước thành tựu nghệ thuật của gia đình. Ngoài ra, Marzuz đã thu âm phần hát bè cũng như góp mặt trong video âm nhạc "Không tưởng" của Hà Trần và cô còn chắp bút cho đĩa đơn "Dù anh muốn" cho ca sĩ Yến Trang. Cũng trong giai đoạn này, Marzuz đã cùng Onionn bắt tay vào sản xuất một EP nhưng sau đó lại không được phát hành. Cuối năm 2018, Marzuz tham dự lễ hội âm nhạc Thơm Music Festival, quy tụ các tên tuổi lớn trong giới nghệ sĩ indie Việt Nam và tiếp tục quay trở lại vào năm 2019, sự kiện âm nhạc lần này cũng là lúc cô công bố sáng tác mới tiếp theo – "Vì". Vào tháng 8 năm 2019, Marzuz trở thành một trong những khách mời cho buổi biểu diễn Chill With Me on Valentine's của Tiên Tiên và chuyến lưu diễn Sky Tour của Sơn Tùng M-TP tại Hà Nội. Cuối năm 2019, cô cùng các nghệ sĩ Kimmese, Cá Hồi Hoang, Vũ, Madihu tham dự buổi biểu diễn Lumos Chill Fest tại Paris, Pháp.
Marzuz đã không ra mắt bất kỳ một sản phẩm chính thức nào trong vòng 5 năm, cô bắt đầu tạm ngưng hoạt động từ năm 2019. Khi này, cô tập trung quan sát, học hỏi, trải nghiệm để có thêm chất liệu sáng tác và cũng vào năm 2018, Marzuz bắt đầu phải điều trị chứng bệnh trầm cảm. Cô giải thích rằng: "[...] Thực ra bản thân mình cũng mong ngóng sẽ có sản phẩm mới nhưng vẫn còn điều gì đó khiến mình cảm thấy chưa yên tâm với những gì đang có bây giờ. Mình nghĩ mình cần thêm một thời gian nữa, cần lớn lên một chút nữa". Vào cuối năm 2020, Marzuz tiết lộ cô đang trong quá trình sản xuất album đầu tay và "[...] dự kiến phát hành vào năm 2021". Một số ca khúc cô thu âm cũng được phát hành dưới dạng sản phẩm của ca sĩ khác trong giai đoạn ngủ đông: "Anh nên ở đây" hợp tác cùng Onionn, "Tùy hứng lý qua cầu" cùng Hà Anh Tuấn và vào năm 2022 với "Dắt em về mặt trăng" từ dự án sáng tác của đạo diễn Thành Đồng.
Vào tháng 5 năm 2020, nhằm để kết nối khán giả trong thời điểm diễn ra đại dịch COVID-19, nhạc sĩ Quốc Trung ngỏ lời mời Marzuz tham gia chương trình trực tuyến Monsoon from Home để thể hiện lại ca khúc "Bèo dạt mây trôi". Sau hai lần hợp tác trong dự án Monsoon, Marzuz có cơ hội trình diễn cùng nhiều nghệ sĩ gạo cội tại buổi biểu diễn Daikin Concert – Để gió cuốn đi vào đầu năm 2021, chương trình sau đó còn được thu âm trực tiếp và phát hành. Trong một bài phỏng vấn với tạp chí Đẹp, Marzuz thông báo rằng mình sẽ ra mắt album chính thức đầu tiên đồng sản xuất cùng Onionn. Tháng 11 năm 2022, Marzuz trở thành nghệ sĩ đầu tiên trực thuộc công ty Mai Đào Nation của Onionn, tuy nhiên cô đã rời công ty khoảng 1 năm sau đó.

### 2023–nay:Ả
Sau khi chia tay bạn trai vào năm 2022, Marzuz bắt đầu có nguồn cảm hứng sáng tác. Vào tháng 10 năm 2023, Marzuz tham gia sáng tác và góp giọng trong ca khúc "Exit Sign" của Hieuthuhai, ca khúc sau đó đã trở nên viral dù không được quảng bá. Cũng trong thời gian này, beatboxer Trung Bảo là người bạn đã kết nối cô với nhà sản xuất nhạc trẻ Maiki, "Anh dẫn hai đứa đi ăn, mấy bữa đầu chẳng nói năng được gì cả. Nhưng khi vào studio, mọi thứ đã khác". Ý định ban đầu của Marzuz là sản xuất cùng Maiki chỉ với 3 ca khúc (trong đó đầu tiên là bản demo của bài "Phản chiếu"), nhưng sự ăn ý của cả hai đã khiến cho một album dần được thành hình. Trong vòng 1 năm tại phòng thu AAA Music Studio của nhóm Antiantiart, từ khâu sản xuất, hoà âm cho đến phối khí đều được Maiki đảm nhận với toàn bộ ca khúc trong đó là các sáng tác mới của Marzuz. Maiki sản xuất âm thanh dựa theo giọng hát của Marzuz và phần lời, "Cả quá trình làm album là những tháng ngày tìm tòi, khám phá cùng nhau". Ca sĩ Hà Trần cũng hỗ trợ cô trong quá trình thu âm giọng hát và chính cha cô – nhạc sĩ Trần Thanh Phương đảm nhận vai trò kỹ sư thu thanh cũng như góp ý về mặt kỹ thuật.
Trước sự quan sát của đạo diễn Phương Vũ, anh trực tiếp nhận vai trò thực hiện phần hình ảnh và đầu tư kinh phí cho Marzuz. Cùng với đó thì một đội ngũ làm phim là những người giỏi nhất của Antiantiart cũng được tập hợp và dõi theo quá trình sản xuất album. Marzuz sau đó đã gửi các bản thu cho Phương Vũ để lên ý tưởng và viết kịch bản cho 5 buổi quay. Vai chính M do Marzuz đảm nhận và người mẫu Nguyễn Sơn Tùng đóng vai người bạn trai X. Bộ ảnh bìa cho album đã được nhiếp ảnh gia Chiron Dương thực hiện và nhà tạo mẫu Bin Pos lên ý tưởng trang phục. Kinh phí sản xuất album cũng được tài trợ phần lớn từ đơn vị quản lý của Marzuz là Warner Music Vietnam.
Album phòng thu đầu tay Ả của Marzuz được phát hành vào ngày 28 tháng 11 năm 2024. Ả là sự kết hợp giữa thể loại nhạc pop và nhạc điện tử (bao gồm nhạc trance, drum và bass). Theo sau đó là phần hình ảnh gồm 8 video âm nhạc và một video visualizer được ra mắt vào ngày 8 tháng 12, tất cả đã được Phương Vũ và Lâm Vũ của nhóm Antiantiart đạo diễn thực hiện. Nhìn chung, dự án Ả đa phần nhận được những đánh giá tích cực từ công chúng và giới chuyên môn, Tuổi Trẻ Cười tán dương "[...] từ hình ảnh đến âm nhạc đều... như phim", "đậm tính điện ảnh" và "cho thấy tương đối rõ nét chân dung âm nhạc đầy khác biệt của Marzuz". Elle Man Vietnam khen ngợi các sáng tác của Marzuz rất "mạch lạc" và "tinh tế". An ninh Thủ Đô thì ấn tượng với bộ ảnh bìa album hút mắt của Chiron Dương. Song một số ý kiến cho rằng album Ả khó tiếp cận người nghe: việc tối đa hoá âm thanh, nhịp điệu dồn dập sẽ tạo nên sự hỗn loạn và khó tập trung cho phần ca từ nặng tính diễn giải. Cuối năm đó, Marzuz nhận về 3 đề cử ở hạng mục E.P/Album của năm, MV của năm và Rising Artist tại giải WeChoice Awards đồng thời cô vinh dự giành được đề cử đầu tiên cho Nghệ sĩ mới của năm tại giải thưởng Cống hiến. Tháng 4 năm 2024, Marzuz trình diễn cùng dàn nhạc giao hưởng trong hai đêm diễn Cam Gala "i" của 8 the Theatre tại Hà Nội và Thành phố Hồ Chí Minh.

## Phong cách nghệ thuật

#### Ảnh hưởng
Ngay từ nhỏ, nhà sản xuất thu âm Trần Thanh Phương và ca sĩ Hà Trần là những người đã truyền cảm hứng cho Marzuz. Cô từng trực tiếp quan sát quá trình sản xuất âm nhạc ngay tại phòng thu cũng như lúc biểu diễn trên sân khấu của họ. Những hình ảnh đó đã "khắc sâu trong tâm trí" và "[...] âm thầm định hình nên một Marzuz của hôm nay". Marzuz cho rằng cả hai là những người mà cô "thần tượng" và "ngưỡng mộ nhất", hay thậm chí còn ảnh hưởng tới cả màu sắc trong âm nhạc. Ngoài ra thì âm nhạc của nhạc sĩ Trần Tiến còn thúc đẩy khát khao sáng tạo của cô, "Mỗi khi nhớ và muốn học hỏi từ họ, Marzuz lại bật CD Trần Tiến để nghe". Hơn nữa, cha Marzuz cũng giới thiệu cho cô về âm nhạc của các nghệ sĩ quốc tế như Norah Jones, Alanis Morissette... điều đó góp phần định hình nên cá tính âm nhạc trong cô.
Ở những năm tháng đầu sự nghiệp, chính nhà sản xuất thu âm trẻ Onionn đã truyền cảm hứng để Marzuz có thể "xây dựng phong cách âm nhạc riêng" và "thử nghiệm với nhiều thể loại nhạc khác nhau", họ được xem như là những "người bạn tri kỷ". Marzuz cũng nhắc đến Grey D, MCK, Wren Evans, Tlinh, Mỹ Anh là những nghệ sĩ có cá tính mạnh mà cô yêu thích và hâm mộ trong các cuộc phỏng vấn quảng bá album Ả. Đặc biệt, chính MCK là người cô học hỏi về "âm nhạc và thái độ với nghệ thuật" trong khi họ trao đổi.

#### Phong cách âm nhạc và sáng tác
Thời gian đầu, Marzuz hoạt động độc lập trong giới underground như một singer-songwriter với phong cách âm nhạc đa dạng. Song cô vẫn có ý thức riêng về hình ảnh và hiểu rõ cá tính âm nhạc của chính mình. Chính sự nhạy cảm đã thúc đẩy cô sáng tác, "[...] âm nhạc là cách duy nhất để mình có thể giao tiếp với thế giới, để kể câu chuyện của mình" và âm nhạc của Marzuz cũng chịu ảnh hưởng từ chứng bệnh trầm cảm cô từng gặp phải. Phần lớn các bài hát cô chắp bút bắt nguồn từ những cảm xúc trong đời sống hằng ngày và là những chiêm nghiệm của cô gái trẻ giữa thời đại. Marzuz cũng viết về chủ đề tình yêu, tính nữ lẫn góc nhìn về xã hội. Ca từ và giai điệu mà cô sáng tác có lúc trong trẻo, dịu dàng có khi lại thể hiện sự gai góc, suy tư về thế giới và "phản chiếu sự chân thành, cá tính và bản lĩnh của một nghệ sĩ Gen Z độc đáo". Marzuz hướng bản thân tới sự đa dạng trong thể loại nhạc cùng sự tự do và phóng khoáng. Trên hết, Marzuz còn sở hữu một giọng hát ấn tượng, nhạc cảm tốt, tư duy âm nhạc và sự cầu toàn.

#### Đánh giá
Tuổi Trẻ nhắc tới Marzuz như là một trong "những tên tuổi indie đang ngày một phát huy cá tính, thể nghiệm âm nhạc" và Elle Man Vietnam gọi cô là "[...] một trong những songwriter xuất sắc nhất trong số các nghệ sĩ cùng lứa với mình". Cộng tác với nhà sản xuất nhạc Onionn, "âm nhạc của marzuz thời điểm này mang đến cảm giác trong trẻo, yên bình nhưng không kém phần trầm lắng, ma mị" và Harper's Bazaar Vietnam nhận định rằng họ là một "bộ đôi nghệ sĩ – nhà sản xuất ăn ý". Các ca khúc được phát hành trong thời gian này cũng đã giúp cô được biết đến rộng rãi hơn.
Người hoàn thiện các sản phẩm của cô Onionn nhìn nhận Marzuz là một nghệ sĩ nhiều tiềm năng: cô là một ca sĩ sở hữu phong cách cá nhân riêng biệt (từ lối hát đến cách sử dụng ngôn từ độc đáo), vừa có chất giọng rất đặc biệt, vừa là nhạc sĩ, nghệ sĩ trình diễn, có khả năng chơi nhiều loại nhạc cụ và gu thời trang. Sự nổi loạn của cô không chỉ được thể hiện một cách tự nhiên mà còn với cảm giác nữ tính. Về phía người cộng sự Maiki thì anh đánh giá cao ở khả năng sáng tác của Marzuz: ca từ được sử dụng mang tính "cá nhân", "chất thơ" theo cách "mới mẻ, nhẹ nhàng và không gượng ép". Nhạc sĩ Dương Thụ cho rằng Marzuz là nghệ sĩ "[...] theo đuổi con đường của một người làm nhạc thực thụ". Nhạc sĩ Quốc Trung nhận định rằng, lời hát của Marzuz mang "[...] những tâm tư của một cô gái với mong muốn xóa đi những định kiến, những khuôn mẫu cũ kỹ", "sẵn sàng bộc lộ quan điểm cá nhân", đây chính "là điểm nhận diện của lớp nghệ sĩ Gen Z và cũng là điểm thu hút từ họ đối với lớp khán giả trước". Trung cũng dùng từ ngữ "nỗi niềm" bên cạnh "nổi loạn" với thể loại R&B, hip hop... khi mô tả về cô. Nhạc sĩ Trần Thanh Phương khẳng định Marzuz không bắt chước anh và cô mình. Ca sĩ Hà Trần thì lại chỉ ra rằng, sự thú vị trong âm nhạc của Marzuz đó chính là "[...] nhờ tuổi trẻ, suy nghĩ riêng, có phong cách", điều đó "tạo nên storytelling riêng kiểu Gen Z trong đám giai điệu bay bổng, mộng mơ". Tuy nhiên, dù sở hữu một giọng hát đặc biệt, Marzuz vẫn bị chỉ trích vì khả năng hát live yếu và hụt hơi.

## Đời tư
Tên thường gọi ở nhà của Marzuz là Toom. Cha của cô là nhà sản xuất nhạc Trần Thanh Phương thường thu âm lại tiếng hồi nhỏ của Marzuz để sử dụng cho các dự án nhạc. Năm 18 tuổi, Marzuz từng phải đi điều trị bệnh trầm cảm và sau đó cô dần được giải thoái khỏi suy nghĩ tiêu cực.

## Giải thưởng
| Năm  | Giải thưởng           | Hạng mục            | Đề cử cho                         | Kết quả | TK            |
| ---- | --------------------- | ------------------- | --------------------------------- | ------- | ------------- |
| 2024 | WeChoice Awards       | E.P/Album của năm   | Ả                                 | Đề cử   | [ 45 ] [ 66 ] |
| 2024 | WeChoice Awards       | MV của năm          | Chuỗi video âm nhạc trong album Ả | Đề cử   | [ 45 ] [ 66 ] |
| 2024 | WeChoice Awards       | Rising Artist       | Marzuz                            | Đề cử   | [ 45 ] [ 66 ] |
| 2025 | Giải thưởng Cống hiến | Nghệ sĩ mới của năm | Marzuz                            | Đề cử   | [ 54 ]        |

## Danh sách đĩa nhạc
- Ả (2024)

#### Tư liệu
- Mita (ngày 31 tháng 10 năm 2022). "Marzuz cá tính tại VieZ.Remix: Thoát khỏi những cái bóng đầy "ám ảnh"?". Thương hiệu & Pháp luật. Lưu trữ bản gốc ngày 2 tháng 4 năm 2025. Truy cập ngày 2 tháng 4 năm 2025.
- Ngọc Anh (ngày 30 tháng 11 năm 2024). "marzuz đánh dấu bước ngoặt trong sự nghiệp với album đầu tay". Harper's Bazaar Vietnam. Lưu trữ bản gốc ngày 10 tháng 12 năm 2024. Truy cập ngày 16 tháng 3 năm 2025.
- Bạch Khởi (ngày 17 tháng 1 năm 2025). "Khung hình "Trần gia" tại WeChoice cho thấy gia đình 3 thế hệ đứng chung sân khấu, ai cũng làm "chao đảo" nhạc Việt". Phụ nữ Thủ Đô. Lưu trữ bản gốc ngày 2 tháng 4 năm 2025. Truy cập ngày 2 tháng 4 năm 2025.